# 警察長
警察長（けいさつちょう）は警察機関の長。消防本部における消防長や教育委員会（教育庁）の教育長と同等。日本においては、旧警察法下の短期間、各市町村（東京都の特別区については一括して適用）に市町村公安委員会の下に置かれた自治体警察の長のことであり、自治体警察を指揮監督する。また、アメリカ合衆国の自治体警察における「Police Chief」を便宜的に警察長と訳すこともある。

## 日本の警察長

### 概要
旧警察法のGHQの警察民主化政策のもとでアメリカの警察制度を参考に立案されたもので、旧警察法のもとでは、人口5,000人以上の市町村ごとに市町村公安委員会と自治体警察が置かれた。その自治体警察を指揮監督するのが警察長である。警察長は市町村公安委員会によって任命された。自治体警察は自治体内に最低1つの警察署を設置し、警察長が警察署長を兼任することができた。警察署が2つ以上になると警察本部の設置が義務付けられており、警察長はその本部長を担った。東京都において都が条例を制定し特別区が連合して設置した自治体警察である警視庁では、警察長を警視総監と称した。また、大阪市が設置した自治体警察である大阪市警視庁においても、警察長を警視総監と称した。

### 警察長の階級及び待遇
警察本部を設置する自治体警察では警察長が階級であるが、法49条で警察署長は警部補以上と定められており、警察長は警察署長を兼任することができた。このことから、兼任警察長の階級は自治体によって警部補-警視の階級で始まっている。また、市職員としての階級は専任警察長で部長級、警察長兼任警視署長で部長または課長級、兼任警部署長で課長級、兼任警部補署長で課長または係長級というのが概ね一般的である。しかし、各自治体警察は警察吏員に要する人員を厚待遇で確保する傾向にあり、これは警察長も例外ではない。待遇向上と、国家地方警察から警察署を移管されて警察本部を新たに設置する自治警もあったため、警察長でも昇進するものが増えるに至る。発足して2年もたつと兼任警部補署長が著しく減る一方で警部や警視が増え、さらに警視正に任命される者が増えた。また、全体的に自治警の警察吏員の給与水準は同階級にある国家地方警察の警察官のそれと比べ20%かそれ以上高く、警察長に任命される場合が多い警視正では平均で5割強も高くなる傾向も見られた。これら警察吏員の厚遇は自治体の警察費を圧迫した。赤字状態が恒常化した自治警では市民から寄付を募ることがあり、警察長がその先頭に立って寄付集めに奔走した自治体もあったが、この寄付が癒着を招く背景にもなる。

### 自治警の体質問題と終焉
自治体警察は大都市を除けば財政力に乏しく、さらに当時の社会情勢として犯罪発生率の上昇や騒擾のような政治闘争の激化があり、自治体警察の治安維持能力の限界を露呈することにもなった。また、一部では先述の理由などから警察と暴力団が癒着し、治安の維持が難しくなる地域も発生。中には警察長や警察署長が癒着の先頭に立った事例もあった。これら諸問題の是正のために1954年には旧警察法にかわって現在の警察法が施行され、今日まで続く警察庁と都道府県警察の体制へと移行する。これにより自治体警察制度とともに警察長も廃止された。ただ、一部の地域では短期間ながら新警察法施行後も旧警察法下の「不良」警察長や警察署長が都道府県警察内に残り問題になったが、それらは次第に淘汰されていった。

## アメリカの警察長(Police Chief、Chief of Police、Chief of Departmentなど)
アメリカの自治体警察などの長である「Police Chief」や「Chief of Police」の対訳として警察長を使う場合がある。現在の都道府県警察制度を基準にした対訳として警視総監又は本部長という訳も使われる。一部コンテンツでは「署長」という訳も見受けられるが、Police Chiefが一個の機関の長であることを考えればこの訳は適当とは言えない。大規模本部であれば「分署」（管区、precinct）が存在し、分署長はCaptainである。いずれにしても制服組の長である。またPolice Chiefという言葉が意味するところは、多くの警察機関において役職と階級の両方である。つまり警視総監と同じような性質をもつ単語と言えるだろう。
アメリカの自治体警察であるCity Policeなどはそもそも日本の自治体警察のお手本であるので、警察長にも類似点がある。警察長（本部長）は首長や公安委員長、郡保安官所属の警察機関の場合は保安官にそれぞれ任命されて警察の指揮監督を担う。キャリア制度が無いアメリカの自治体警察では警察長になる者も最初はパトカーで巡回する巡査から仕事を始め、経験をかさね、資格をとり、手柄をあげて本部長まで出世する。例を挙げると、2011年5月現在のニューヨーク市警察の警察長であるJoseph J. Espositoは1971年に巡査を拝命し、第77分署の警ら課での勤務から警察官としての経歴を開始している。'83年に刑事、同年に巡査部長、'86年に警部補、'89年に警部、'93年に警視、'94年に警視正と出世していき、2000年から警察長を務めている。Esposito警察長のように巡査から本部長まで同じ機関で働く人もいるが、より好条件での雇用や出世を求めて他の機関へ転職する者も少なくない。警察官の募集広告は多数出ており、学歴や経歴、資格に一定の条件を課した上で警察長を含む管理職を求める機関は多い。機関にもよるが、警察長ともなれば10万ドル前後からそれ以上の収入が得られる高給取りであり、その分だけ自治体側の要求も高いのが常である。